# Октябрьский Городок
Октя́брьский Городо́к — село в Татищевском районе Саратовской области. Административный центр Октябрьского муниципального образования.

## История

### Николаевский Городок
В 1829 году по распоряжению императора Николая I на карте Саратовской губернии появилось новое название — Николаевский Городок. Сюда, на приволжские земли, были переселены питомцы Московского приюта, которых опекала мать императора Мария Федоровна.
Историк-краевед Владимир Ильич Вардугин в своем исследовании «Битва за трезвость. Саратовский фронт» пишет: «Предыстория трезвого поселения уходит еще в середину XVIII века, когда по представлению генерал-прокурора Ивана Ивановича Бецкого императрица Екатерина II учредила в Москве Воспитательный дом для сирот, выстроенный в 1764 году.  До 1820 года воспитанники росли (поколения сменяли поколения) в Москве, а потом детей перевели в Смоленскую губернию, чтобы дети росли на природе, занимаясь хлебопашеством.
Впрочем, вскоре, 16 марта 1826 года на стол императора Николая I лёг доклад комиссии, разбиравшей жалобы сирот на управляющего, в докладе предлагалось перенести воспитанников в Саратовскую губернию. Царь согласился с предложением, и саратовские власти выделили участок земли для переселенцев в сорока километрах от губернского центра.
Вскоре управляющий новым поселением Егор Карлович Лоде нанял итальянца, инженера-строителя, его Фамилия не сохранилась, для по стройки зданий. Первым делом возвели дом для самого Лоде, потом всё остальное: большой четырёхэтажный дом для служащих: доктора, двух Фельдшеров, ветеринара, бухгалтера, эконома, письмоводителя, коновала, акушерки. Здесь же были комнаты для аптеки, больницы на тридцать коек и домовой церкви.
Рядом с четырёхэтажным зданием, по его бокам построили два двухэтажных. В одном поселили брандмейстера и учителя школы, в другом разместили классы школы и школьную же мастерскую для обучения воспитанников ремёслам. Также построили четыре бани (две для девиц и две мужские), кузницу, продовольственные склады, магазин, слесарню, водяную мельницу. Для питомцев же отстроили дома в одну улицу.
Каждые два дома составляли квартал, между кварталами — амбар, разделённый перегородкой пополам: для каждого дома своя половина. Вдоль домов проложили тротуар, обсадив его с обеих сторон берёзами и пилами. Для обслуживания новоселов наняли из окрестных деревень колёсников, слесарей, кузнецов, бондарей, портных, сапожников, плотников, c которыми расплачивался совет попечителей Воспитательного дома.
Отстроенное село назвали в честь императора Николаевским городком (села и поныне стоит, известно оно нам под именем Октябрьского городка Татищевского района).  Рядом поставили двенадцать дворов деревни Александровская, чуть позже выросли деревни Мариинская (ныне — рабочий посёлок Татищево), Константиновская, Михайловка, по именам близких родственника царя. Весной 1830 года из смоленских степей в саратовские выехали 62 семьи (семьи оставлялись из числа бывших воспитанников), с ними приехали на новое место жительства товарищи и товарки, сироты подросткового возраста, и малолетки, дети до 12 лет. Насельники детского дома жили семьями: к молодожёнам из числа сирот прикрепляли товарок и малолеток — для услужении семейной паре.
13 июня обоз подъехал к Николаевскому городку. Каждой семье вручили номерок с обозначением их дома, во всех избах заранее были приготовлены обеды. В комнатах новосёлов — удобная мебель, всё необходимое для хозяйства. Императрица Мария Фёдоровна дала питомцам в вечное пользование землю. В уставе нового поселения — Николаевского городка — прозвучало ещё раз слово «вечность»: «Питейные дома запрещаются в поселениях питомцев на вечные времена».
К сожалению, «вечности» хватило лишь на два десятилетия. Не потому, что селяне не смогли обойтись без спиртного на большее время. В 1852 году, по истечении льгот налоговых и иных, питомцы не захотели принимать статус государственных крестьян. Кроме того, организаторы поселения утаили одну немаловажную статью устава: выданное сиротам нужно было возмещать по истечении ряда лет, и когда тот срок настал, для воспитанников долг оказался неподъёмным и главное — свалился как снег на голову. Привыкшие к тепличным условиям, они возроптали (колонисты считали себя «детьми императрицы», всячески благоволившей им и не велевшей перегружать сирот работой, на самом же деле были незаконнорожденными детьми дворян).»

Выпускников приюта женили, давали двух — трех сирот на воспитание, выделяли скот, инвентарь и землю. На государственных землях предполагалось создать образцовые колонии с передовыми для того времени технологиями возделывания почв, выращивания скота и т. д. Осенью 1829 года первые жители села Петровы, Николаевы, Егоровы прибыли на поселение на земли Саратовской губернии.
Село Николаевской Городок строилось, пополнялось за счет планового расселения жителей, переезжавших сюда из центральных областей России. До 1917 года село насчитывало около ста дворов с населением 500 человек. Культура была ещё низкой. Учились, в основном, дети состоятельных семей. Клуба и библиотеки не было. Был всего один магазин.
В 1864 году было открыто Марииновское земледельческое училище, чтобы готовить сельских специалистов: агрономов, ветеринаров, зоотехников и управляющих помещичьих хозяйств. Оно было одним из лучших в России. (С 1923 года — сельскохозяйственный техникум имени Климента Аркадьевича Тимирязева)
Октябрьская школа существует более 110 лет. Она была образована на основе церковно — приходской одноклассной школы и ведёт счёт от 1898 года, когда прошёл сход граждан, где они просили открыть двухклассную школу, чтобы дети могли поступать в Мариинское земледельческое училище, в которое с одним классом не принимали. Разрешение было дано. В 1931 году школа стала 4-летней, а в 1934 году — средней.

### Николаевская республика
В Николаевском Городке 13 октября 1905 года вспыхнуло восстание, которое министр юстиции в докладе царю назвал «одним из самых выдающихся явлений смуты 1905 года». Восстание возглавил Иван Уханов, бывший учащийся «Маринки». К восставшим крестьянам и учащимся земледельческого Мариинского училища примкнули соседние деревни: Карамышка, Константиновка, Марииновка, Александровка, Кувыка, Слепцовка. Были избраны члены повстанческого комитета: Иван Уханов, Федор Варламов, Павел Мусатов. Штабом была местная чайная. Восставшие разоружили местного полицейского урядника, конфисковали по акту у местных богачей зерно, инвентарь. Были сожжены списки должников в местном волостном управлении. 23 октября в Николаевский Городок приехал вице-губернатор Киоль с полусотней казаков, ротой солдат, пулеметами. 24 октября восстание было подавлено.
В 1918 году в селе установилась Советская власть. Первым председателем сельского Совета стал Кузьмин Владимир Павлович. Активными участниками в становлении Советской власти были: Елизаров Андрей Евдокимович, Васильев Евгений Авксентьевич, Иванов Ефим Михайлович, Уполовников Максим Иванович, Петров Николай Матвеевич, Клыченко Николай Михайлович.

### Октябрьский Городок
В 1920 году по просьбе жителей село было переименовано в Октябрьский Городок. В стране начался период коллективизации, который коренным образом изменил уклад жизни основной массы населения. Затронула коллективизация и село Октябрьский Городок. Так же были допущены перегибы в борьбе против кулачества, которая оказалась направленной и на значительную часть середняков. В такой сложной обстановке, с согласия значительной части трудоспособного населения, осенью 1929 года образовался колхоз в с. Октябрьский Городок, который назвали «Успех». Первым председателем колхоза был Иванов Владимир Васильевич.
25 августа 2018 года Митрополит Лонгин совершил чин основания храма во имя святителя и чудотворца Николая.

## Население
| 2002 | 2010  |
| ---- | ----- |
| 1823 | ↘1636 |

## Образование
Сельскохозяйственный техникум им. К. А. Тимирязева — одно из старейших учебных заведений в России, имеет богатую историю. Первостепенная его задача — подготовка специалистов для сельского хозяйства: агрономов, механиков, автомехаников, экономистов и др. Техникум известен далеко за пределами Саратовской области, так как учащиеся этого заведения участвуют в спортивных соревнованиях, художественной самодеятельности, в конкурсах на лучшего по профессии и многое другое.

## Известные жители
Здесь родились
- Зенкевич, Михаил Александрович (1886—1973) — русский поэт, прозаик, переводчик.
- Колесников, Николай Николаевич (1898—1959) — народный артист РСФСР.

Окончили Мариинское земледельческое училище
- Волков, Павел Михайлович (1897—1970) — заслуженный артист РСФСР (1967).
- Кравченко, Александр Диомидович (1880—1923) — один из руководителей советского партизанского движения в Сибири в годы Гражданской войны.
- Попов, Павел Никитич (1877 — после 1917) — депутат Государственной думы Российской империи II созыва от Самарской губернии.
- Ржехин, Фёдор Иванович (1876 — не ранее 1917) — депутат Государственной думы II созыва от Саратовской губернии.
- Челинцев, Александр Николаевич (1874—1962) — экономист-аграрник.

Здесь жили
- Вингурт, Григорий Александрович (р. 1938) — журналист, телеведущий, заслуженный работник культуры Российской Федерации (1997).

## Фотогалерея
- Виды села
- Школа
- Игровая площадка
- Детская площадка
- Сельский дом культуры
- Здание администрации

- Достопримечательности села
- Доска Почёта
- Сельхоз техникум
- Я люблю Октябрьский Городок
- Никольский храм
- Временное здание храма

- Памятники села
- Памятник солдатам-освободителям
- Списки земляков-победителей
- Списки земляков-победителей
- Памятная табличка